# De elektrische nachtmerrie
De elektrische nachtmerrie (Engelse titel: Do Androids Dream of Electric Sheep?, ook bekend onder de afkorting DADOES) is een sciencefictionroman uit 1969 van de Amerikaanse auteur Philip K. Dick. Het boek diende als basis voor de film Blade Runner, waarvan het eerste script dezelfde titel droeg. DADOES is ook uitgegeven onder de titel Dromen androïden van elektrische schapen? (Meulenhoff, M=SF-reeks).

## Inhoud
In de toekomst lijdt de wereld onder radioactief stof als restant van World War Terminus, de laatste wereldoorlog. Dieren zijn nagenoeg uitgestorven en het bezit ervan geldt als statussymbool. Veel mensen vluchten naar kolonies op andere planeten en nemen androïden mee als hulp. De ontwikkeling van androïden vordert echter zo goed dat de robots bijna niet meer van mensen zijn te onderscheiden. Het enige verschil is dat de mens in staat is empathie te tonen, in tegenstelling tot de robots. Het Mercerisme is de alom gevolgde godsdienst, en vrijwel iedereen maakt gebruik van apparatuur om emoties op te wekken. Dat gaat zelfs zover dat de apparatuur zin kan opwekken om de apparatuur te gebruiken.
Wanneer een groep androïden besluit om in opstand te komen, wordt hun toegang tot de Aarde ontzegd. De robots die deze regel overtreden, worden uitgeschakeld. In San Francisco wordt Rick Deckard erop uitgestuurd om een gevaarlijke groep androïden uit te schakelen. Hiervoor zoekt hij contact met Eldon Rosen, bestuursvoorzitter van de organisatie die de losgeslagen robots heeft ontwikkeld. Deckard, ontevreden met zijn huwelijk, wordt verliefd op Rachel Rosen die later eveneens een androïde blijkt te zijn. Ze krijgt Deckard zover dat hij overweegt te stoppen met het uitschakelen van haar soortgenoten, maar niettemin gaat hij er uiteindelijk tóch mee door.
J.R. Isidore is een man die geestelijke beperkingen heeft als gevolg van de fall-out. Hij herstelt mechanische dieren, die veelvuldig in omloop zijn. Isidore heeft geen sociale contacten. In plaats daarvan heeft hij mechanisch speelgoed ontwikkeld. Wanneer een van de androïden intrek neemt in het gebouw waar ook hij woont, zoekt Isidore naar contact met haar. Door het verminken van een echte spin die hij gevonden heeft, dwingt ze hem tot de wanhoopsdaad de spin te laten verdrinken.
Deckard slaagt erin een groot deel van de androïden op te sporen en uit te schakelen. Hij wordt tussendoor zelf aangehouden door een andere politiemacht die hém verdenkt tot het verhullen van zijn identiteit als androïde. Rachel heeft echter zijn - naast zijn mechanische schaap nieuw verworven - echte huisdier, een geit, uitgeschakeld waardoor hij zeer van streek raakt. Hij stopt met zijn werk en vlucht de woestijn in, gelijkenissen vertonend met Mercer, de grondlegger van het Mercerisme. Daar ontdekt hij een dier, een pad. Hij neemt het mee naar huis, waar zijn vrouw ontdekt dat het dier mechanisch is.

## Verwijzingen naar het boek
- De schermbeveiliging Electric Sheep is naar DADOES vernoemd.
- De Pokémon Mareep en zijn evoluties zijn gebaseerd op de titel van het boek. De Pokémon moeten namelijk schapen voorstellen, en hebben "elektriciteit" als vechttype.
- Het nummer A Good Year for the Robots van Coparck bevat letterlijk de tekst: "do the androids dream of electric sheep".
- De serie Fringe heeft een aflevering genaamd Do Shapeshifters Dream Of Electric Sheep?, Waarin Shapeshifters hoogontwikkelde mechanische humanoïden zijn die gedaanten kunnen overnemen door middel van een apparaat dat aangesloten wordt via het gehemelte.
- De serie My Little Pony: Vriendschap is betoverend heeft een aflevering genaamd Do Princesses Dream of Magic Sheep?, Waarin Prinses Luna de controle verliest over haar magische creatie die vervolgens een eigen leven leidt.